# جان نيكولاس

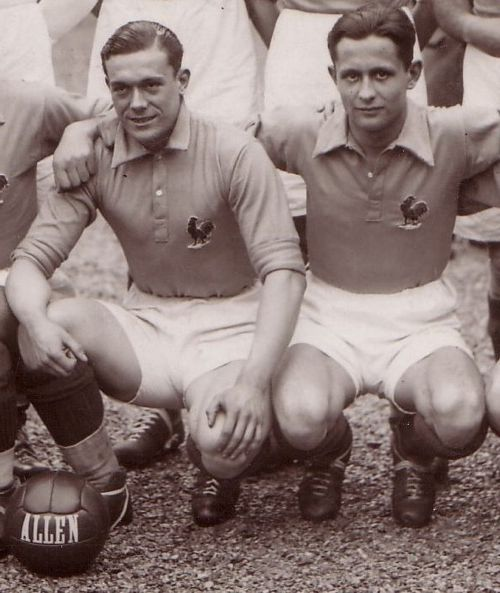
جان نيكولاس (يسار) مع روجيه ريو

جان نيكولاس (بالفرنسية: Jean Nicolas)‏ (9 يونيو 1913 - 8 سبتمبر 1978) لاعب كرة قدم فرنسي راحل كان يجيد اللعب في خط الهجوم.
لعب طوال مسيرته الرياضية في نادي روين (1933-1939).
مثل منتخب فرنسا في 25 مباراة مسجلا 21 هدف (1933-1938). شارك مع منتخب فرنسا في بطولة كأس العالم 1934 في إيطاليا حيث خرج من الدور الثمن النهائي وبطولة كأس العالم 1938 في فرنسا حيث خرج من الدور الربع النهائي.
تولى تدريب أندية ليونار كريسكر (1948-1951) سانت فالينتين دو غيلرز، ليسنيفين (1954-1955).

## مسيرته الكروية
لعب جان نيكولاس خلال مسيرته الاحترافية مع نادِ واحدٍ في 6 مواسم وسجل خلالها 195 هدف ضمن 159 مباراة. ولم يفوز بأي موسم بالكأس أو بالدوري.
خاض جان نيكولاس مسيرته مع نادي روان في موسم 1933–34 ليلعب معه ستة مواسم، مشاركًا في 159 مباراة سجل خلالها 195 هدف.

## وصلات خارجية
- جان نيكولاس على موقع الاتحاد الدولي (مؤرشف)  (الإنجليزية)
- جان نيكولاس على موقع قاعدة بيانات كرة القدم.إي يو (الإنجليزية)
- جان نيكولاس على موقع ناشيونال فوتبول تيمز (الإنجليزية)

- هذا سيرة ذاتية